# Prison de l’Eperonnière, la Marière et du Plessis-Tison
Les maisons de l’Eperonnière, la Marière et du Plessis-Tison étaient utilisées comme prisons à Nantes sous la Révolution.

## Les prisons
Le domaine de L’Eperonnière est mentionné pour la première fois comme prison le 13 novembre 1793. Les 132 notables nantais y sont envoyés avant leur départ pour Paris. Ils sont suivis par d’autres prisonniers le 25 novembre, notamment 45 détenus des Saintes-Claires.
En décembre, le Comité révolutionnaire donne l’ordre de rassembler 300 détenus de diverses prisons et de les envoyer à l’Eperonnière pour être fusillés. Cependant le citoyen Boivin chargé d’organiser cette mesure parvient à empêcher l’exécution de cet ordre. 
La situation de L’Eperonnière reste inconnue jusqu’au 4 février 1794, où une commission militaire s’y transporte, y juge 30 détenus dont 24 sont condamnés à mort et fusillés. Le 21 mars, le commandant du poste réclame du pain car il manque de vivres pour les détenus. Ces derniers souffrent de la faim, Lenoir de la commission militaire écrit dans sa déposition au procès Carrier :

« La Commission se rendit à l’Eperonnière qui devait contenir cinq cents détenus, tant femmes qu’enfants ; elle les trouva épars dans la campagne ; où ils pillaient et ravageaient toutes les propriétés des citoyens ; on les fit rentrer dans cette maison, et on les remit sous surveillance  de ceux qui étaient chargés de garder cette maison. »

Le 25 mars 122 femmes et enfants de la commune du Pellerin suspectés de « brigandage » sont enfermés dans la prison, 100 autres prisonniers suivent. 
Le mois suivant, faute de place, d’autres bâtiments voisins de l’Eperonnière sont employés comme prison ; La Marière et le château du Plessis-Tison.
Lors du procès de Carrier, le médecin Thomas témoigne :

« Il importe au tribunal de savoir que huit cents femmes et autant d’enfants avaient été déposés dans les maisons de L’Eperonnière et de la Marière ; cependant il n’y avait dans ces prisons, ni lits, ni paille, ni vaisseaux ; les détenus manquaient de tout ; le médecin Rollin et moi, nous avons vu périr cinq enfants en moins de quatre minutes. Ces malheureux ne recevaient pas d’aliments. Nous nous informons, auprès des femmes du voisinage, si elles ne peuvent secourir ces créatures infortunées ; elles nous répondent : Comment voulez-vous que nous fassions ? Grandmaison fait incarcérer tous ceux qui portent des aliments à ces femmes et à ces enfants. »

Le 26 juin 1794 les commissaires envoyés par le représentant Bô visiter les prisons, écrivent :

« La Marière : cette maison est en très mauvais état, mal distribuée, est dans un lieu bas, par conséquent humide. Elle renferme en ce moment trois cents femmes et enfants de tout âge ; la petite vérole s’y est multipliée considérablement depuis quelques jours, surtout parmi les enfants, et cependant on n’y administre aucune espèce de secours de santé. On doit sentir les dangers qui peuvent résulter d’un tel état de choses ; il n’y a pas même de paille pour les garantir de l’humidité du carreau.

Eperonnière : En revenant de la maison de la Marière, les commissaires se sont arrêtés à celle dite de l’Eperonnière, près la barrière de Paris. Ils l’ont trouvée dans le même état de dénuement et d’abandon que la précédente. Cette dernière renferme quatre cents femmes ou enfants de la campagne, dans un état de maladie plus ou moins grave. Les femmes de la campagne qui, presque toutes, ont plusieurs enfants, même à la mamelle, sont dans un état de désespoir qui affaiblit de jour en jour leur santé, et qui exige qu’on s’occupe très incessamment de leur sort, si on ne veut pas les voir périr toutes. Comment est-il possible qu’une mère qui n’a qu’une demi-livre de pain puisse transmettre une nourriture suffisante à l’enfant qu’elle allaite ?... Les maisons d’arrêt renferment beaucoup de femmes enceintes pour lesquelles l’humanité réclame des soins et des dispositions particulières. »

Début juillet, le conseil de la Commune décide de rassembler les détenus valides à la Marière et les malades à l’Eperonnière avant d’être conduits vers l’intérieur. À cette date, l’état des deux maisons indique que 502 personnes y sont emprisonnées :
- Adultes valides : 195
- Adultes malades : 94
- Enfants au-dessus de 10 ans : 16
- Enfants au-dessous de 10 ans : 81
- Enfants malades : 99
- Septuagénaires : 12
- Condamnés : 5

Le 27 juillet, les prisonniers de la Marière sont libérés, restaient les 234 malades à l’Eperonnière. Le représentant Bô ordonne que ces derniers soient nourris par la Municipalité. L’Eperonnière devient finalement une maison de santé et est renommée « L’Hôpital des réfugiés », le chirurgien Baudin en prend la tête le 24 thermidor. 
Cependant les prisonniers du château du Plessis-Tison, peut-être oubliés, restent emprisonnés 82. Le 12 septembre 1794, l’hiver approchant, un rapport demande à la municipalité de fournir de la paille et des couvertures aux 125 personnes, vieillards, femmes et enfants détenus au château.